# Trang viên ở Trzebieszowice

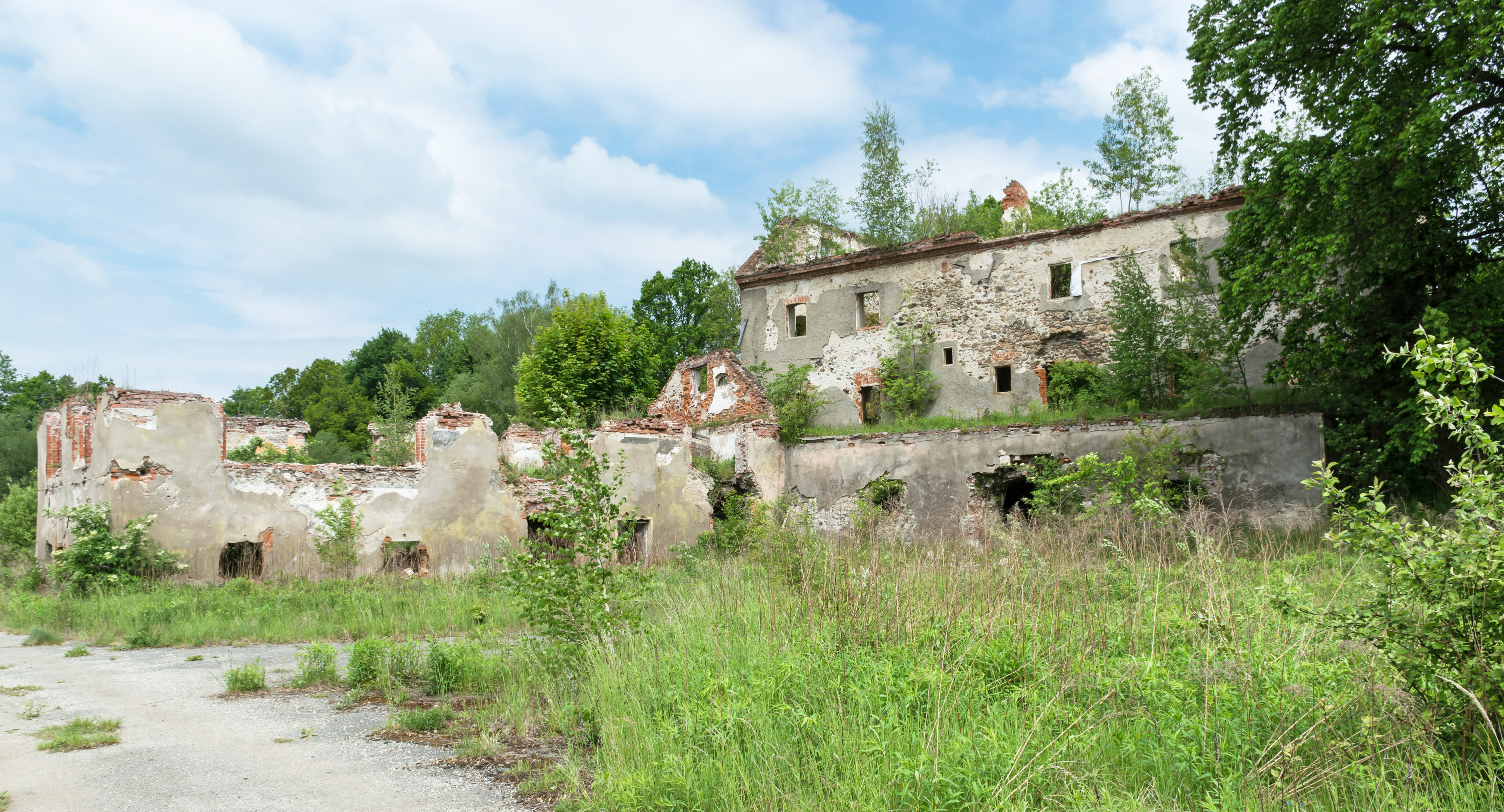
Trang viên ở Trzebieszowice (2015)

Trang viên ở Trzebieszowice (tiếng Ba Lan: Dwór w Trzebieszowicach) là một trang viên có từ năm 1580, nằm ở làng Trzebieszowice, huyện Kłodzki, tỉnh Dolnośląskie, Ba Lan. Hiện nay, nơi đây trở thành một tàn tích lịch sử và chỉ còn sót lại những phần tường đã đổ nát. Công trình kiến trúc này có tên trong danh sách di tích.

## Lịch sử
Vào thế kỷ 14, một khu dân cư thời Trung cổ từng tồn tại ở nơi này. Năm 1580, trang viên được thêm vào khu dân cư. Sau đó, trang viên được cải tạo vào thế kỷ 18 và thế kỷ 19. Sau năm 1945, một xưởng chế biến rau củ quả đặt trụ sở tại đây. Từ cuối thế kỷ 20, trang viên này xuống cấp nghiêm trọng. Hiện tại, nơi đây chỉ còn sót lại những phần tường đã đổ nát.

## Kiến trúc
Trang viên mang những nét đặc trưng kiến trúc của thời phục hưng và được xây dựng trên một mặt phẳng hình chữ nhật. Một phần của khu di tích này được bao quanh bởi tường phòng thủ, làm từ đá và gạch kết hợp với vữa. Xung quanh trang viên là một khu dân cư lâu đời, các trang trại từ thế kỷ 17, một kho lương thực, một chuồng bò và một trại chăn nuôi bò sữa.